# Anoista
Anoista é um gênero de mariposa pertencente à família Acrolepiidae.